# Оболонь (Полтавская область)
Оболонь (укр. Оболонь) — село Оболонского сельсовета Семёновского района Полтавской области Украины.
Код КОАТУУ — 5324585101. Население по переписи 2001 года составляло 2183 человека.
Является административным центром Оболонского сельского совета, в который, кроме того, входят сёла Зикранцы, Наталенки и Тукалы.

## Географическое положение
Село Оболонь находится на берегах реки Кривая Руда, выше по течению на расстоянии в 2 км расположено село Червоный Лиман, ниже по течению примыкает село Наталенки.

## История
Село было основано генеральным бунчужным Демьяном Васильевичем Оболонским на месте слободки Самоседовка, которая до этого уже существовала несколько десятилетий. В 1720-х годах Самоседовка находилась на территории Горошинской сотни Лубенского полка и была владением Якова Андреевича Маркевича. В начале 1740-х годов на земли близ Самоседовки стал претендовать Демьян Васильевич Оболонский, у которого, по одной из версий, предки происходили из этой местности. В 1744 году указом императрицы Елизаветы Петровны, проезжавшей летом через Малороссию, ему были предоставлены Горошино и Вишняки. Это повлекло за собой претензии Оболонского и на окрестные земли и мелкие поселения около Горошин, в частности, на Самоседовку.
В 1746 году Оболонский выиграл суд против Маркевича, по постановлению которого тот потерял право владения Самоседовкой и Криворудским хутором, хотя Маркевич подавал апелляции. Так появилось новое поселение Оболонь, которое стало принадлежать Миргородскому полку. Первоначально жители поселились преимущественно на высоком южном берегу реки Кривой Руды (Рудки), где были лучшие почвы.
С 1781 года село входило в Хорольский уезд Киевского наместничества. С 1920-х годов — административный центр Оболонского района Полтавской губернии, вошедшего в 1932 году в образованную в том году Харьковскую область Украинской ССР.
Присутствует на карте 1812 года как Abalone.
Преображенская церковь известна с 1763 года.

## Экономика
- ЧП «Оболонь» (Valars).
- ООО «РайАгроСтрой», кирпичный завод.
- Оболонское межхозяйственное инкубаторно-птицеводческое предприятие.
- ООО «Агрис».
- Кирпичный завод.

## Объекты социальной сферы
- Школа І—ІІI ст.
- Школа І—ІІ ст. (сгорела).
- Детский сад.

## Достопримечательности
- Оболонская впадина — ударный кратер, который сформировался в результате падения метеорита 169 млн лет назад.

## Известные уроженцы
- Лящук, Тимофей Андреевич (р. 1930) — советский и украинский художник, заслуженный деятель искусств УССР.
- Позен Леонид Владимирович — российский скульптор-передвижник, действительный член Императорской Академии художеств, сенатор.
- Корж Алексей Александрович (1924—2010) — советский и украинский врач, ортопед-травматолог, действительный член АМН СССР (1988), академик Национальной академии наук Украины.